# Baliochila stygia
Baliochila stygia är en fjärilsart som beskrevs av Talbot 1935. Baliochila stygia ingår i släktet Baliochila och familjen juvelvingar. Inga underarter finns listade i Catalogue of Life.